# 利莱尔
利莱尔（法語：Lillers，法語發音：[lilɛʁ]）是法国上法兰西大区加来海峡省的一个市镇，属于贝蒂讷区。

## 地理
利莱尔（50°33'49"N, 2°28'55"E）面积26.9 平方千米，位于法国上法蘭西大區加来海峡省，该省份为法国北部沿海省份，西北濒北海，南至索姆省，东临北部省。
与利莱尔接壤的市镇（或旧市镇、城区）包括：阿卢阿涅、阿姆、布雷克、比尔比尔、比讷、埃克代克、费尔费、戈内姆、阿图瓦地区阿姆、莱斯佩斯、利耶尔。

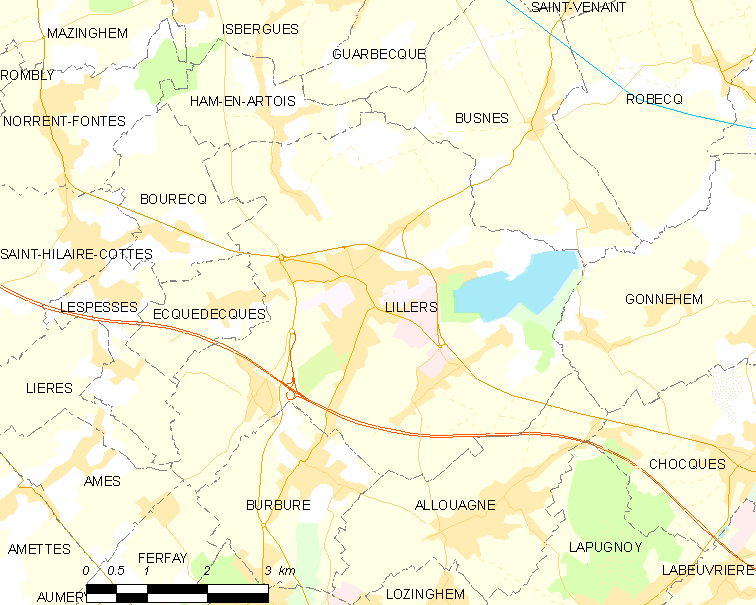
利莱尔的OSM定位图

利莱尔的时区为UTC+01:00、UTC+02:00（夏令时）。

## 行政
利莱尔的邮政编码为62190，INSEE市镇编码为62516。

## 政治
利莱尔所属的省级选区为利莱尔县。

## 人口

1962-2008年间利莱尔人口变化图示

利莱尔于2022年1月1日时的人口数量为10200人。